# Список об'єктів Світової спадщини ЮНЕСКО у Гватемалі
В списку об'єктів Світової спадщини ЮНЕСКО у Гватемалі налічується 3 найменування (станом на 2011 рік).
| № | Зображення | Назва                              | Місцеположення          | Час створення | Час внесення до списку | №                                                  | Критерії          |
| - | ---------- | ---------------------------------- | ----------------------- | ------------- | ---------------------- | -------------------------------------------------- | ----------------- |
| 1 |            | Національний парк Тікаль           | департамент Петен       | —             | 1979                   | 64 [Архівовано 24 грудня 2018 у Wayback Machine.]  | i, iii, iv, ix, x |
| 2 |            | Антигуа-Гватемала                  | місто Антигуа-Гватемала | 25 липня 1524 | 1979                   | 65 [Архівовано 24 грудня 2018 у Wayback Machine.]  | ii, iii, iv       |
| 3 |            | Археологічний парк і руїни Кіригуа | —                       | —             | 1981                   | 149 [Архівовано 24 грудня 2018 у Wayback Machine.] | i, ii, iv         |